# Yanick Brecher
Yanick Brecher (Zurigo, 25 maggio 1993) è un calciatore svizzero, portiere dello Zurigo.

## Carriera

### Club
Cresciuto nelle giovanili dello Zurigo, ha esordito il 1º giugno 2013 in occasione del match perso 4-0 contro il Sion.

### Nazionale
Ha giocato nelle nazionali giovanili svizzere Under-19 ed Under-21.

## Statistiche

### Presenze e reti nei club
Statistiche aggiornate al 22 febbraio 2017.
| Stagione        | Squadra         | Campionato      | Campionato | Campionato | Coppe nazionali | Coppe nazionali | Coppe nazionali | Coppe continentali | Coppe continentali | Coppe continentali | Altre coppe | Altre coppe | Altre coppe | Totale | Totale | Totale |
| Stagione        | Squadra         | Comp            | Pres       | Reti       | Comp            | Pres            | Reti            | Comp               | Pres               | Reti               | Comp        | Pres        | Reti        | Pres   | Reti   |        |
| --------------- | --------------- | --------------- | ---------- | ---------- | --------------- | --------------- | --------------- | ------------------ | ------------------ | ------------------ | ----------- | ----------- | ----------- | ------ | ------ | ------ |
| 2011-2012       | Zurigo          | ASL             | 0          | 0          | CS              | 0               | 0               |                    | -                  | -                  |             | -           | -           | 0      | 0      |        |
| 2012-2013       | Zurigo          | ASL             | 1          | -4         | CS              | 0               | 0               |                    | -                  | -                  |             | -           | -           | 1      | -4     |        |
| 2013-2014       | Zurigo          | ASL             | 2          | -1         | CS              | 0               | 0               | UEL                | 0                  | 0                  |             | -           | -           | 2      | -1     |        |
| 2014-2015       | Wil             | ChL             | 25         | -37        | CS              | 0               | 0               |                    | -                  | -                  |             | -           | -           | 25     | -37    |        |
| 2014-2015       | Zurigo          | ASL             | 11         | -19        | CS              | 1               | -1              |                    | -                  | -                  |             | -           | -           | 12     | -20    |        |
| 2015-2016       | Zurigo          | ASL             | 22         | -45        | CS              | 1               | 0               | UEL                | 2                  | -1                 |             | -           | -           | 25     | -46    |        |
| 2016-2017       | Zurigo          | ChL             | 2          | -1         | CS              | 0               | 0               |                    | -                  | -                  |             | -           | -           | 2      | -1     |        |
| 2017-2018       | Zurigo          | ASL             | 0          | 0          | CS              | 3               | -4              |                    | -                  | -                  |             | -           | -           | 3      | -4     |        |
| Totale carriera | Totale carriera | Totale carriera | 63         | -107       |                 | 5               | -5              |                    | 2                  | -1                 |             | -           | -           | 69     | -113   |        |

## Palmarès

### Club

#### Competizioni nazionali
- Coppa Svizzera: 1

Zurigo: 2017-2018
- Campionato svizzero: 1

Zurigo: 2021-2022